# Comité des 300
Le Comité des 300 participe à une théorie du complot qui prétend qu'un groupe puissant a été fondé par l'aristocratie britannique en 1727 et dirige le monde. Les partisans de la théorie alléguant l'existence de ce comité croient qu'il s'agit d'un conseil international qui organise la politique, le commerce, la banque, les médias et l'armée pour des efforts mondiaux centralisés.

## Arrière-plan
La théorie remonte à une déclaration faite par l'homme politique allemand Walther Rathenau dans un article de 1909, "Geschäftlicher Nachwuchs", dans Neue Freie Presse :  
Trois cents hommes, qui se connaissent tous, guident les destinées économiques du continent et cherchent leurs successeurs dans leur propre milieu (traduction)
Rathenau déplorait en réalité les implications oligarchiques de cette déclaration et ne suggérait pas que les « trois cents » étaient juifs. Cependant, en 1912, Theodor Fritsch s'était emparé de cette phrase, la considérant comme une « confession ouverte de l'hégémonie juive indubitable » et comme une preuve que Rathenau était le « Kaiser secret de l'Allemagne ». L'idée devint plus populaire après la Première Guerre mondiale et la diffusion des Protocoles des Sages de Sion. Rathenau aborda la question dans une lettre de 1921, affirmant que les trois cents mentionnés étaient des dirigeants du monde des affaires, et non des Juifs.
Après l'assassinat de Rathenau en juin 1922, l'un de ses meurtriers a explicitement cité l'appartenance de Rathenau aux « trois cents Sages de Sion » comme justification du meurtre.

## Thèses de John Coleman
Dans son ouvrage publié en 1991, Coleman affirme que le Comité des 300 est une société secrète composée d’élites politiques, financières et royales, qui agirait depuis plusieurs siècles pour contrôler les peuples. Il attribue au Comité des objectifs tels que :
- la réduction drastique de la population mondiale ;
- l’implantation d’un gouvernement mondial unique ;
- la suppression des identités nationales et religieuses ;
- la généralisation des drogues, des pandémies et de l’abrutissement de masse via les médias.

Il cite parmi les membres supposés du Comité : la famille royale britannique, le Club de Rome, les Bilderberg, le FMI, l’OMS, ou encore certaines universités comme Harvard ou le MIT.
Les thèses de Coleman sont considérées comme relevant du conspirationnisme et du pseudo-scientifique. Plusieurs chercheurs en sociologie des croyances les rapprochent de la littérature antisémite ou anti-modernité, bien qu’elles n’emploient pas toujours explicitement un langage raciste. Aucune preuve crédible n’a jamais été apportée quant à l’existence de ce « Comité ».

## Théorie ultérieure
Arthur Cherep-Spiridovich a écrit que le groupe pourrait également être connu sous le nom de « Main cachée », dirigé par la famille Rothschild sous la forme de financiers internationaux connecté à des institutions bancaires nationales de premier plan et de différentes familles royales dans le monde. Cette version, participant à la théorie du complot, prétend que la famille Rothschild n'est qu'une partie du club et non ses dirigeants.

## Dans la culture populaire
Le Comité des 300 est mentionné dans plusieurs œuvres de fiction, notamment dans la série japonaise de jeux vidéo et d’anime Steins;Gate, où il apparaît comme une organisation secrète manipulant le temps et la réalité. Cette version fictionnelle s’éloigne cependant fortement des idées de Coleman.